# Николай
Никола́й, реже Нико́ла — мужское двухосновное русское личное имя греческого происхождения; восходит к греч. Νῑκόλαος (νῑκάω — «побеждать» и λᾱός — «народ»).
Разговорные и простонародные формы имени: Миколай, Микола, Микула, Микулай, Микулей, Никула, Никулей.
Производные фамилии — Николаев, Николаенко, Николайчук, Николайкин, Миколайчук, Никулин, Миколайчик, Николенко, Никулеску, Николов, Микулович, Миколаенко, Микульский, Микулин, Никольский, Николаевский, Миколаевский, Колин, Никашин, Никашкин.

## Именины
- Православные именины (даты приведены по григорианскому календарю)[3]:
- 6, 8, 9, 10, 14, 17, 24, 31 января
- 1, 4, 6, 14, 16, 17, 26, 28 февраля
- 2, 5, 7, 8, 11, 13, 15, 18, 20, 22, 26 марта
- 10, 17, 18, 24, 30 апреля
- 3, 4, 7, 9, 10, 16, 17, 22, 29, 30 мая
- 1, 5, 10, 13, 18, 20, 23, 27 июня
- 4, 8, 17, 27 июля
- 2, 6, 9, 10, 11, 13, 16, 21, 25, 26, 27 августа
- 1, 5, 10, 12, 15, 16, 17, 20, 23, 24, 25, 26, 28 сентября
- 2, 5, 6, 8, 9, 11, 14, 17, 20, 21, 25, 26, 27, 31 октября
- 2, 3, 4, 5, 6, 10, 11, 13, 16, 17, 19, 20, 23, 25, 27, 28, 29 ноября
- 1, 3, 8, 9, 10, 11, 12, 15, 16, 17, 19, 23, 24, 26, 27, 29, 30, 31 декабря